# Marko Lotrič
Marko Lotrič, slovenski podjetnik in politik; * 6. maj 1963, Kranj.
Lotrič je slovenski podjetnik in ustanovitelj skupine Lotrič Metrology. Od decembra 2022 je predsednik Državnega sveta Republike Slovenije. Januarja 2025 je ustanovil lastno stranko Fokus.

## Mladost
Marko Lotrič se je rodil 6. maja 1963 v Kranju. Odraščal je na kmetiji v Selcih v družini z bratom in sestro. V Selcah je obiskoval tudi osnovno šolo. Nadalje se je vpisal na Šolski center Kranj - Srednjo tehniško šolo, smer elektrotehnik.

## Podjetniška pot
Prvo zaposlitev je Marko Lotrič dobil v podjetju Niko Železniki, kjer je delal kot orodjar. Na povabilo soseda je nato deloval tudi v podjetju Tehtnica Železniki. 
Svojo samostojno poklicno pot pričel z odprtjem obrti za kalibracijo tehtnic, uteži in pipet. Njegov mentor v dejavnosti je bil Jože Nograšek. Leta 1991 je ustanovil skupino Lotrič Metrology, ki v desetih podjetjih posluje v osmih državah in zaposluje 190 ljudi. V Sloveniji delujeta še podjetji Lotrič Certificiranje, ter PSM merilni sistemi. Leta 2012 je podjetje prejelo priznanje Republike Slovenije za poslovno odličnost.
Družina Lotrič je leta 2017 podpisala družinsko ustavo, v kateri se je zavezal, da bo vodenje podjetja predal do svojega 60. leta. Ob nastopu funkcije predsednika Državnega sveta Republike Slovenije decembra 2022 je Marko Lotrič vodenje podjetja prepustil najmlajši hčeri Maji Brelih Lotrič.
Lotrič je član Kluba slovenskih podjetnikov ter vodi Združenje delodajalcev obrti in podjetnikov Slovenije.

## Politika
Lotrič je bil v Državni svet Republike Slovenije izvoljen kot predstavnik delodajalcev. 12. decembra 2022 je nastopil položaj predsednika sveta.
18. januarja 2025 je na Brdu pri Kranju ustanovil lastno stranko Fokus in bil izvoljen za njenega predsednika. Kot  osrednjo volilno bazo Fokusa je ocenil obrtnike in podjetnike.

## Zasebno
Je poročen in oče treh otrok. Poleg materinščine govori še angleški, hrvaški in srbski jezik.